# مارك ر. شو
مارك ر. شو (بالإنجليزية: Mark R. Shaw)‏ هو سياسي أمريكي، ولد في 22 يناير 1889، وتوفي في 4 يونيو 1978.